# Telophorus viridis
Telophorus viridis là một loài chim trong họ Malaconotidae.